# Adama Diawara
Adama Diawara , né le 12 août 1960 à Adjamé (Abidjan), est un universitaire et homme politique ivoirien originaire de Diawala, dans le Nord de la Côte d’Ivoire. Il est ministre de l’Enseignement supérieur et de la Recherche scientifique depuis mai 2020.

## Biographie

### Naissance et formation
Adama Diawara est né le 12 août 1960 à Adjamé,.
En 1980, Adama Diawara obtient le baccalauréat Série C au lycée classique d'Abidjan. Il poursuit les études à l’université de Cocody (actuelle université Félix-Houphouët-Boigny d'Abidjan) en mathématiques-physique et y obtient le DUES en 1982 ainsi que la maîtrise de physique en 1985. Il obtient ensuite en 1990, un DEA à l’université Blaise-Pascal de Clermont-Ferrand, puis un doctorat en physique de l'atmosphère, option agro-météorologie, en partenariat avec l’Institut national de la recherche agronomique (INRA) de Bordeaux en France,,.

### Carrière professionnelle
Adama Diawara commence sa carrière professionnelle en tant qu’assistant à l'université de Cocody en faculté des sciences et techniques de laboratoire de la physique de l'atmosphère et de mécanique des fluides en 1991,. Il devient maître-assistant dans ladite université et au sein de la même faculté en 1994, avant d’être promu maître de conférences en juillet 2015,,.
En dehors du milieu universitaire, il occupe de mars 2005 à juin 2006 la fonction de directeur de la Planification et de l'Évaluation au ministère de l'Enseignement supérieur et de la Recherche scientifique. Il dirige de 2007 à 2011 la station géophysique de Lamto, un centre de recherche en sismologie et en climatologie ; puis est depuis décembre 2019 le président de la Société ivoirienne de physique (SIPHYS). Depuis 2008, il est le président du Réseau ivoirien de Suivi et d’évaluation (RISE). À la présidence de la république de Côte d’Ivoire, Adama Diawara est nommé en juin 2011 Conseiller chargé de l’Éducation, de la Formation et de la Recherche scientifique. Il a aussi été conseiller du Premier ministre chargé de l’Éducation, de la formation professionnelle, de la recherche scientifique et de l’Emploi,,.
Adama Diawara est nommé ministre de l’Enseignement supérieur et de la Recherche scientifique le 13 mai 2020,,.

### Militantisme politique
Adama Diawara est membre du Rassemblement des républicains (RDR). En 2000, il est secrétaire de la section de base RDR de Yopougon, «Collège Pigeons». À partir de 2005, il est président de la cellule politique de la section des universitaires du RDR, puis secrétaire de la Commission scientifique du 2e Congrès du parti en février 2008. Chargé de mobiliser les étudiants RDR durant la campagne présidentielle de 2010, il est nommé lors des élections de cette année-là, coordonnateur des superviseurs RDR de deux lieux de vote dans la commune de Yopougon,. Il devient plus tard secrétaire national du Parti, chargé de l’éducation et de la recherche scientifique. Il est aussi membre du Rassemblement des houphouëtistes pour la démocratie et la paix (RHDP), la coalition formée autour du RDR.

## Distinctions
- 2021 : Officier de l'ordre du Mérite ivoirien[8],[9]
- 2022 : Commandeur de l’ordre international des Palmes académiques (OIPA) du Conseil africain et malgache pour l'enseignement supérieur (CAMES)[10]